# Бранд, Генри, 1-й виконт Хэмпден
Генри Бувери Уильям Бранд, 1-й виконт Хэмпден  (англ. Henry Bouverie William Brand, 1st Viscount Hampden; 24 декабря 1814 – 14 марта 1892) - британский либеральный политик, спикер Палаты общин в 1872-1884 годах.

## Происхождение и образование

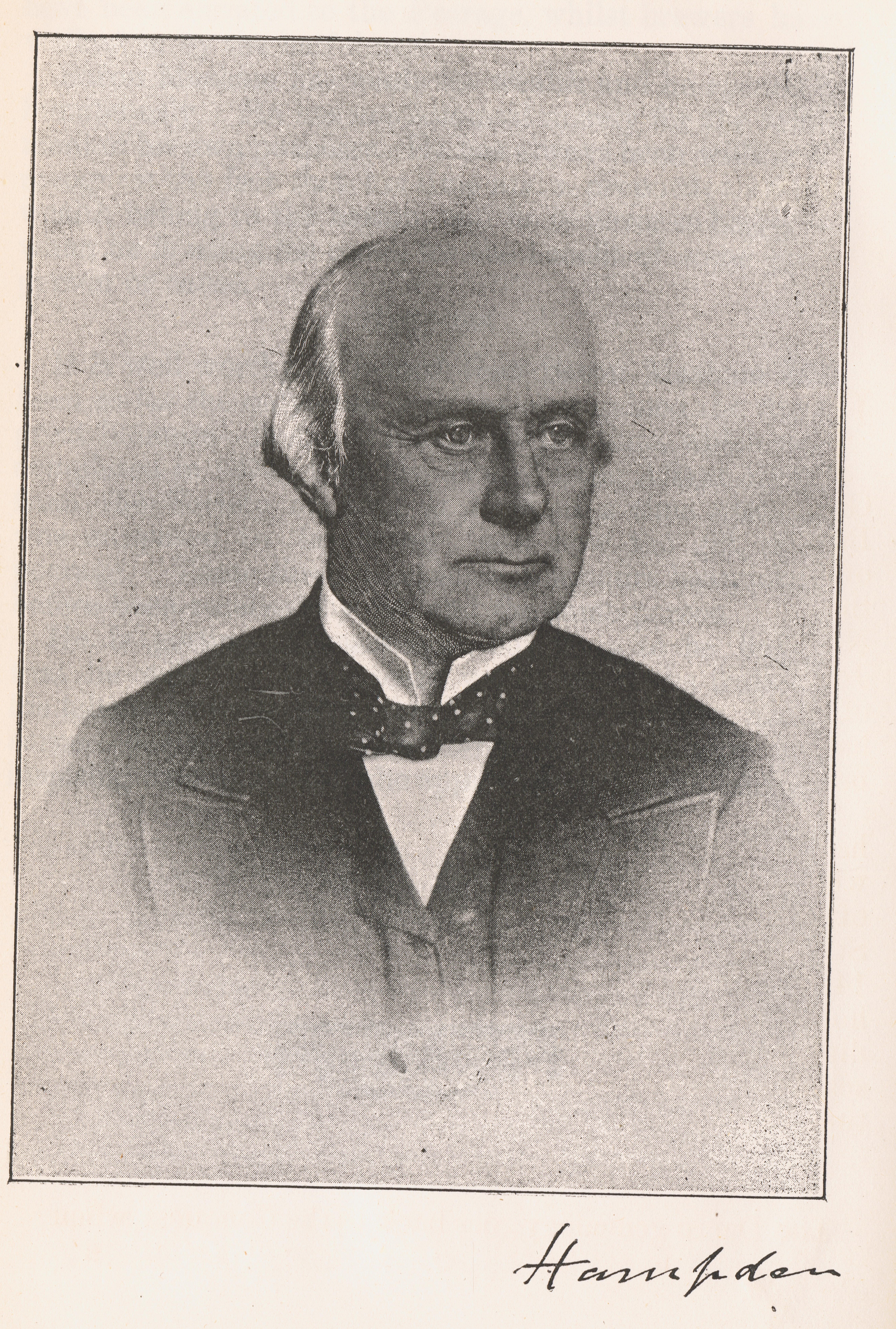
Автограф и фотография Хэмпдена, опубликованные Джорджем Поттером в 1891 году.

Родился 24 декабря 1814 года. Второй сын генерала Генри Тревора, 21-го барона Дакра (1777—1853), который унаследовал баронство в 1851 году, второго сына Томаса Бранда и Гертруды Ропер, 19-й баронессы Дакр. Его матерью была Пайн Кросби (? - 1844), дочь достопочтенного Мориса Кросби, сына 1-го лорда Брэндона (жена Брэндона была внучкой сэра Уильяма Петти).
Он получил образование в Итонском колледже. Генри Бранд служил в Колдстримском гвардейском полку 12 лет (1832—1844).

## Политическая карьера
Генри Уильям Бранд заседал в Палате общин Великобритании от Льюиса (1865-1868) и Кембриджшира (1868-1884). Некоторое время был главным организатором своей партии . Он был лордом казначейства во время первого правительства лорда Пальмерстона и парламентским секретарем казначейства во время второго правительства. В 1872 году он был избран спикером Палаты общин и сохранял этот пост до февраля 1884 года. Ему пришлось иметь дело с систематической обструкцией Ирландской националистической партии, и его спикерство памятно его действием 2 февраля 1881 года, когда он отказался от дальнейших дебатов по законопроекту о принуждении У. Э. Форстера — шаг, который привел к формальному введению закрытия в парламентскую процедуру. Он был награжден Орденом Бани 4 марта 1881 года и после выхода на пенсию для него был создан титул виконта Хэмпдена из Глайнда в графстве Сассекс}}.
26 февраля 1890 года он также унаследовал баронство Дакр после смерти своего бездетного старшего брата, Томаса Тревора, 22-го барона Дакр (1808—1890).

## Личная жизнь

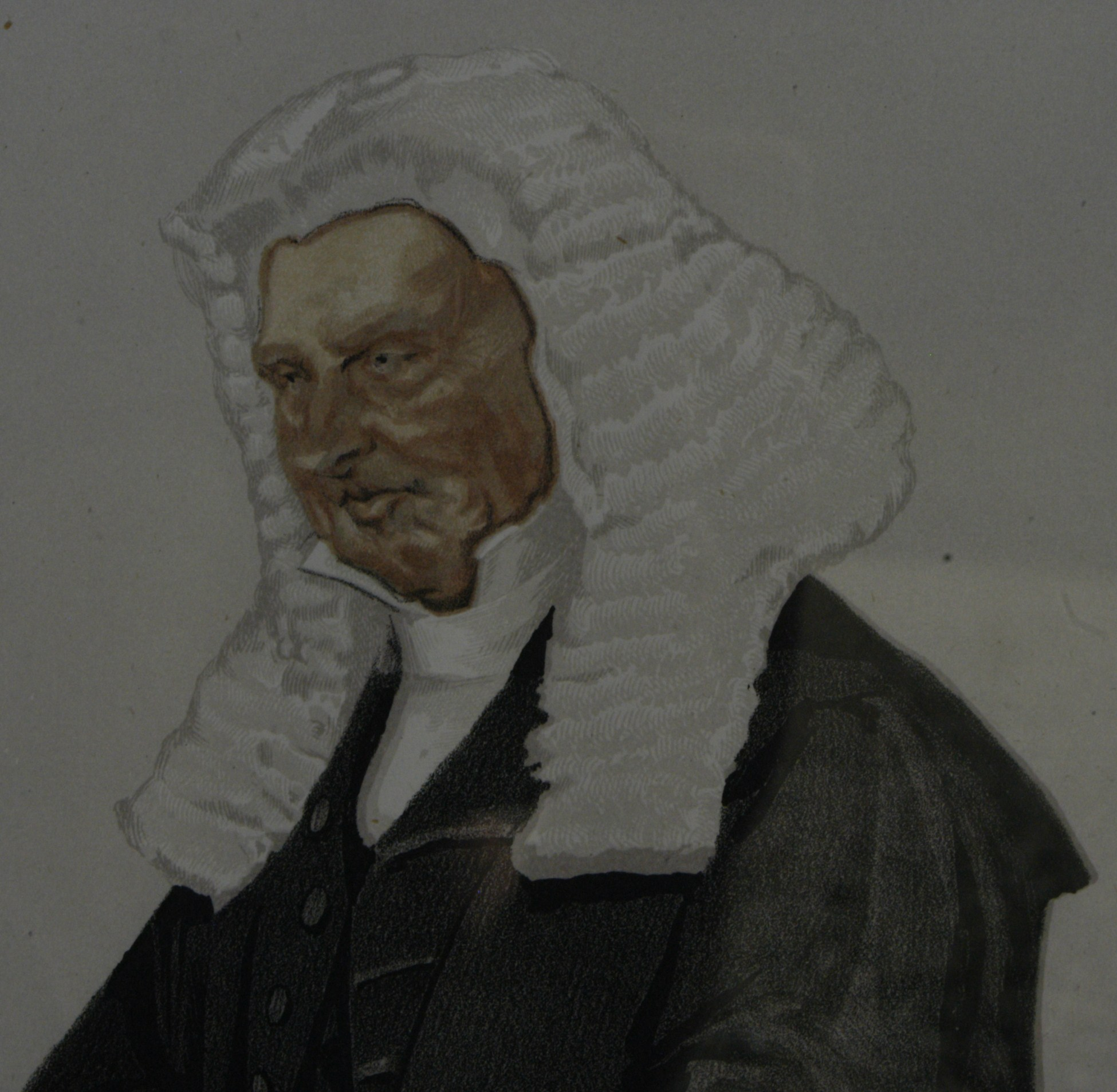
Фрагмент карикатуры Джеймса Тиссо на спикера Палаты общин Генри Бранда в журнале Vanity Fair, ноябрь 1872 года

16 апреля 1838 года лорд Хэмпден женился на Элизе Эллис (1818 — 8 марта 1899), дочери генерала Роберта Эллиса от его жены Элизы Кортни (внебрачной дочери Чарльза Грея, 2-го графа Грея, от Джорджианы, герцогини Девонширской). Вместе у них было пять сыновей и пять дочерей:
- Достопочтенная Элис Бранд (1840 — 20 марта 1925), в 1862 году она вышла замуж за сэра Генри Томаса Фаркуара, 4-го баронета, сына сэра Уолтера Фаркуара, 3-го баронета. У них было четверо детей.
- Генри Бранд, 2-й виконт Хэмпден (2 мая 1841 — 22 ноября 1906), в 1864 году он женился на Виктории Ван де Вейер. Он снова женился на Сьюзен Генриетте Кавендиш в 1868 году. У них было девять детей.
- Достопочтенная Гертруда Бранд (1844 — 21 декабря 1927), в 1869 году она вышла замуж за полковника Уильяма Генри Кэмпиона. У них было восемь детей.
- Достопочтенная Мейбл Бранд (1845 — 29 мая 1924), в 1863 году она вышла замуж за Фримена Фредерика Томаса. У них было четверо детей, включая Фримена Фримена-Томаса, 1-го маркиза Уиллингдона.
- Достопочтенный Томас Сеймур Бранд (20 сентября 1847 — 12 ноября 1916), контр-адмирал, в 1879 году он женился на Энни Бланш Гаскелл, дочери Генри Ломакса Гаскелла. У них было двое детей.
- Достопочтенная Мэри Сесилия Бранд (18 января 1851 — 24 июня 1886), в 1872 году она вышла замуж за Генри Паркмана Стерджиса. У них было шестеро детей.
- Достопочтенный Артур Бранд (1 мая 1853 — 9 января 1917), в 1886 году он женился на Эдит Ингрэм, дочери Джозефа Ингрэма, от брака с которой у него был один сын.
- Достопочтенный Чарльз Бранд (1 мая 1855 — 25 августа 1912), майор, в 1878 году он женился на Элис Стерджис Ван де Вейер, от брака с которой у него было четверо детей.
- Достопочтенная Мод Брэнд (1856 — 8 января 1944), в 1885 году она вышла замуж за Дэвида Аугустуса Бевана, от брака с которым у неё было четверо детей.
- Ричард Бранд (1857—1858), умерший в младенчестве.

Лорд Хэмпден скончался 14 марта 1892 года в возрасте 77 лет.